# 양석천
양석천(梁錫天, 1921년 ~ 1990년 11월 6일)은 대한민국의 희극인이다. 문화방송 코미디 프로그램인 《웃으면 복이와요》 ‘뚱뚱이와 홀쭉이’의 홀쭉이 역할로 유명하다.

## 생애
1921년 서울에서 태어나, 이문고등보통학교 졸업했으며 1942년 빅터레코드에서
가수로 데뷔했다. 그러나 노래를 부르면 관객 반응은 없고, 단역으로 몸짓을 하면
폭소가 터져 곧 코미디언으로 변신하게 되었다. 
1952년 양훈과 함께 "홀쭉이와 뚱뚱이" 콤비를 이루고 이후 함께 활동하였다. 
1955년 뮤지컬 춤추는 리버티함을 공연했고 1956년 영화 청춘쌍곡선으로 데뷔했다.
이후 희극인으로서 여러 활동을 하다가 1990년 11월 6일 호흡기 질환으로 
사망했다.

## 출연작
- 《몽땅 드릴까요》 (1968년)
- 《맹진사댁 경사》 (1962년)
- 《마이동풍》 (1961년)
- 《청춘 일번지》 (1960년)
- 《5형제》 (1960년)
- 《흥부와 놀부》 (1959년)
- 《홀쭉이 뚱뚱이 논산 훈련소에 가다》 (1959년)
- 《실례했읍니다》 (1959년)
- 《부전자전》 (1959년)
- 《한번만 봐주세요》 (1958년)
- 《사람 팔자 알 수 없다》 (1959년)
- 《천지유정》 (1957년)
- 《청춘쌍곡선》 (1956년)